# Musicology
| Совокупная оценка             | Совокупная оценка |
| Источник                      | Оценка            |
| ----------------------------- | ----------------- |
| Metacritic                    | 72/100            |
| Оценки критиков               |                   |
| Источник                      | Оценка            |
| Allmusic                      | [ 2 ]             |
| Chicago Sun-Times             | [ 3 ]             |
| Entertainment Weekly          | B−                |
| FUZZ                          | [ 5 ]             |
| The Guardian                  | [ 6 ]             |
| Mojo                          | [ 7 ]             |
| NME                           | (6/10)            |
| Pitchfork Media               | (5.8/10)          |
| Q                             | [ 10 ]            |
| Rolling Stone                 | [ 11 ]            |
| The Rolling Stone Album Guide | [ 12 ]            |
| Slant Magazine                | [ 13 ]            |

Musicology (рус. «Музыковедение») — тридцатый студийный альбом американского певца Принса, выпущенный 20 апреля 2004 года и впервые на лейблах NPG Records и Columbia Records.

## Об альбоме
Для выпуска альбома Принс заключил одноальбомный контракт с Columbia Records. Диск стал самым успешным альбомом Принса со времён Diamonds and Pearls и получил положительные отзывы музыкальной критики и интернет-изданий. Musicology достиг третьего места в хит-параде Великобритании и был на позиции № 3 в американском чарте Billboard 200, и в итоге получил золотой статус в Великобритании и Канаде и платиновый в США.
Турне в поддержку Musicology включало 96 концертов, средняя цена билета составляла $61; общий доход составил рекордные $87,4 млн.
Принс был награждён двумя премиями Грэмми в категориях «Лучшее традиционное вокальное R&B-исполнение» (за песню «Musicology») и «Лучшее мужское вокальное R&B-исполнение» (за исполнение «Call My Name»), а также номинирован ещё в 3 категориях Best Pop Vocal Performance—Male («Cinnamon Girl»), Best R&B Song (награждён как автор) («Call My Name»), и Best R&B Album (Musicology). Читатели журнала Rolling Stone назвали Принса лучшим исполнителем года и лучшим возвращением.
Некоторые копии альбома прилагались к билетам на концерты Принса.

## Список композиций
Автор всех композиций Принс, кроме обозначенных.
1. «Musicology» — 4:26
2. «Illusion, Coma, Pimp & Circumstance» — 4:46
3. «A Million Days» — 3:50
4. «Life 'o' the Party» — 4:29
5. «Call My Name» — 5:15
6. «Cinnamon Girl» — 3:56
7. «What Do U Want Me 2 Do?» — 4:15
8. «The Marrying Kind» — 2:49
9. «If Eye Was the Man in Ur Life» — 3:09
10. «On the Couch» — 3:33
11. «Dear Mr. Man» — 4:14
12. «Reflection» — 3:04

## Чарты
| Чарт (2004)                         | Высшая позиция |
| ----------------------------------- | -------------- |
| Австралия (ARIA)                    | 19             |
| Австрия (Ö3 Austria)                | 4              |
| Бельгия/Фландрия (Ultratop)         | 6              |
| Бельгия/Валлония (Ultratop)         | 18             |
| Дания (Hitlisten)                   | 2              |
| Нидерланды (Album Top 100)          | 3              |
| Финляндия (Suomen virallinen lista) | 22             |
| Франция (SNEP)                      | 7              |
| Германия (Offizielle Top 100)       | 4              |
| Италия (Classifica album)           | 10             |
| Новая Зеландия (RMNZ)               | 25             |
| Норвегия (VG-lista)                 | 2              |
| Швеция (Sverigetopplistan)          | 6              |
| Швейцария (Schweizer Hitparade)     | 2              |
| Великобритания (UK Albums Chart)    | 3              |
| США (Billboard 200)                 | 3              |

## Синглы вHot 100
- «Musicology» (#125 Bubbling Under, #3 R&B)
- «Call My Name» (#75)
- «Cinnamon Girl» (UK)

## Сертификации
| Регион | Сертификация  | Продажи    |
| --- | ------------- | ---------- |
| Канада (Music Canada) | Золотой       | 50 000^    |
| Великобритания (BPI) | Золотой       | 100 000^   |
| США (RIAA) | 2× Платиновый | 2 000 000^ |
| * Данные о продажах приведены только на основе сертификации. ^ Данные о тиражах приведены только на основе сертификации. |               |            |